# Maniquí galtablanc
El maniquí galtablanc, pardal de Java o padda (Lonchura oryzivora), és una petita ocell passeriforme. Aquest estríldid és una raça d'au resident en Java, Bali i Bawean a Indonèsia. És molt popular com a au de gàbia i ha estat introduït en un gran nombre de països.
El pardal de Java és una au molt gregària que s'alimenta principalment de grans i altres llavors. Es pot albirar freqüentment en prats i terra de cultiu, sent considerada una pesta dels camps d'arròs, d'aquí el seu nom científic. Pot construir el seu niu tant en arbres com en edificis posant fins a vuit ous.
El pardal de Java mesura 17 cm de llarg. L'adult es caracteritza per tenir la seva esquena i pit en color gris, ventre rosat, cap negre amb galtes blanques, un anell al voltant de l'ull en color vermell, potes rosades i escaig vermell.
Tots dos sexes són similars, però els ocells joves té l'esquena cafè i el ventre un cafè més pàl·lid en el ventre i les galtes. La resta del cap, en gris fosc i el bec és gris amb la base rosada.
La seva vocalització sona com un xip, i el seu cant és una sèrie ràpida que sona xipxipxipxipxipxip.